# 盲劍客
座头市（日語：座頭市，星港片譯「盲俠」，臺灣片譯「盲劍客」）是一部日本小說和系列電影的主角。而原著是日本作家子母澤寬於1948年在雜誌《小說與商品》（日語：小説と読物）連載的小說作品，1960年代電影版推出後受到廣泛迴響，是日本最著名的俠客角色。
台灣方面昇龍數位科技股份有限公司已經授權代理DVD系列。

## 簡介
座頭市是在江戶時代一位眼盲的流浪劍客，他平時以幫人按摩、賭博維生，心地非常善良，但有時非常好色。身上帶有一把杖刀，平常不會拿出來使用，但在危急時會使那把杖刀以快速精湛的劍法，將敵人殺的片甲不留。因為他的精湛刀法（居合斬法），名聲遠播，使得他不斷樹敵，在每一部電影中都有些名門武士或浪人向他挑戰，但都被予以擊敗。1962年由大映公司獨家製作，1971年大映倒閉之後，與東寶合作，到1973年一度中斷拍攝，直到1989年由松竹製作系列作的最後一集，作品總計共有26部。
1974年到1979年還拍攝了同名電視劇。
座頭市這個角色是勝新太郎所飾演，他的演技令人激賞，讓座頭市這個正義使者的角色發揮得淋漓盡致，廣受觀眾喜愛。

## 盲劍客電影列表
截止到1989年，盲劍客电影共26部：
| 編號 | 日文劇名 | 中文片名             | 中文片名 | 上映年份日期   | 色彩   | 導演     |
| 編號 | 日文劇名 | 片名                 | 分級     | 上映年份日期   | 色彩   | 導演     |
| ---- | -------- | -------------------- | -------- | -------------- | ------ | -------- |
| 1    |          | 座頭市物語           | 保護級   | 1962年4月18日  | 黑白片 | 三隅研次 |
| 2    |          | 續座頭市物語         | 保護級   | 1962年10月12日 | 黑白片 | 森一生   |
| 3    |          | 新座頭市物語         | 保護級   | 1963年3月15日  | 彩色片 | 田中德三 |
| 4    |          | 座頭市兇狀旅         | 保護級   | 1963年8月10日  | 彩色片 | 田中德三 |
| 5    |          | 座頭市喧嘩旅         | 保護級   | 1963年11月30日 | 彩色片 | 安田公義 |
| 6    |          | 座頭市千兩首         | 保護級   | 1964年3月14日  | 彩色片 | 池廣一夫 |
| 7    |          | 座頭市恣意風箏       | 保護級   | 1964年7月11日  | 彩色片 | 池廣一夫 |
| 8    |          | 座頭市血笑旅         | 保護級   | 1964年10月17日 | 彩色片 | 三隅研次 |
| 9    |          | 座頭市大鬧官府       | 保護級   | 1964年12月30日 | 彩色片 | 安田公義 |
| 10   |          | 座頭市兩段刀法       | 保護級   | 1965年4月3日   | 彩色片 | 井上昭   |
| 11   |          | 座頭市逆手斬         | 保護級   | 1965年9月18日  | 彩色片 | 森一生   |
| 12   |          | 座頭市地獄旅         | 輔導級   | 1965年12月24日 | 彩色片 | 三隅研次 |
| 13   |          | 聽見座頭市之歌       | 保護級   | 1966年5月3日   | 彩色片 | 田中德三 |
| 14   |          | 座頭市渡海           | 輔導級   | 1966年8月13日  | 彩色片 | 池廣一夫 |
| 15   |          | 座頭市鐵火旅         | 保護級   | 1967年1月3日   | 彩色片 | 安田公義 |
| 16   |          | 座頭市逃獄           | 保護級   | 1967年8月12日  | 彩色片 | 山本薩夫 |
| 17   |          | 座頭市血煙街道       | 輔導級   | 1967年12月30日 | 彩色片 | 三隅研次 |
| 18   |          | 座頭市戰帖           | 輔導級   | 1968年8月10日  | 彩色片 | 安田公義 |
| 19   |          | 座頭市喧嘩太鼓       | 保護級   | 1968年12月28日 | 彩色片 | 三隅研次 |
| 20   |          | 座頭市與用心棒       | 保護級   | 1970年1月15日  | 彩色片 | 岡本喜八 |
| 21   |          | 座頭市大戰火神廟     | 輔導級   | 1970年8月12日  | 彩色片 | 三隅研次 |
| 22   |          | 獨臂刀大戰盲劍客     | 輔導級   | 1971年1月13日  | 彩色片 | 安田公義 |
| 23   |          | 座頭市御用旅         | 保護級   | 1972年1月15日  | 彩色片 | 森一生   |
| 24   |          | 新座頭市之折斷的杖刀 | 限制級   | 1972年9月2日   | 彩色片 | 勝新太郎 |
| 25   |          | 新座頭市之笠間的血祭 | 輔導級   | 1973年4月21日  | 彩色片 | 安田公義 |
| 26   |          | 盲劍客 終極血戰      | 限制級   | 1989年2月4日   | 彩色片 | 勝新太郎 |